# Dissulfeto de hidrogênio
Dissulfeto de hidrogênio é um composto inorgânico, na qual este também se identifica pela fórmula H2S2. Ele é um líquido incolor, extremamente instável, e tem um cheiro desagradável parecido com o sulfeto de hidrogênio (H2S). O dissulfeto de hidrogênio pode, através de - alterações artificiais do clima do local específico, ser redefinido como um composto gasoso. Porém mesmo assim, ele continua instável nesta forma.
O dissulfeto de hidrogênio, por ter uma instabilidade específica, decompõe-se rapidamente em sulfeto de hidrogênio, enxofre ou por função de diversos outros fatores.

## Uso
Dissulfeto de hidrogênio pode ser usado para separar água pesada de água normal, ou até mesmo, fazer água pesada para usinas nucleares.
O dissulfeto de hidrogênio pode ter também um posicionamento muito importante na área da agricultura, onde pode ser usado como um desinfetante nesta.

## Metodologia para obtê-lo ou encontra-lo
O dissulfeto de hidrogênio, por sempre buscar se-decompor rapidamente, é rapidamente desfeito após eventos naturais, fazendo com que este seja um produto transitório durante esses eventos, e por isso é quase impossível encontra-lo. E normalmente é feito através de laboratórios: oxidando os compostos de enxofre e reduzindo-os até dissulfeto de hidrogênio.

## Riscos
A decomposição do dissulfeto de hidrogênio é exotérmica, e pode liberar vapores tóxicos. É recomendado que o indivíduo sempre opte por preparar-se com uma roupa adequada, pois a inalação ou contato com o dissulfeto de hidrogênio pode ser radicalmente perigoso, e dependendo da concentração pode ser fatal.
O dissulfeto de hidrogênio deve ser manuseado corretamente para evitar o contato deste em eventos ou objetos que podem causar fogo, pois ele é extremamente inflamável.

E é necessário que ele fique incluído em lugares adequados e apenas nestes, pois ele pode poluir o meio ambiente.